# 루즈벨트 게임
《루즈벨트 게임》(일본어: ルーズヴェルト・ゲーム)은 이케이도 준에 의한 일본의 소설이다.

## 개요
캐치프레이즈는, 〈역전이야 역전〉, 〈7점 빼앗겼다면, 8점 얻으면 돼〉.

## 텔레비전 드라마
TBS 계열의 〈일요극장〉 시간대(매주 일요일 21:00 ~ 21:54, JST)에서 2014년 4월 27일부터 6월 22일까지 방송되었다. 주연은 카라사와 토시아키.
캐치프레이즈는, 〈사령, 기적을 일으켜라.〉.

### 캐스트

#### 아오시마 제작소

##### 경영진·관리직
호소카와 미츠루 - 카라사와 토시아키
사장.
미카미 후미오 - 이시마루 칸지
총무부장 겸 야구부장.
아사히나 마코토 - 롯카쿠 세이지
제조부장.
토요오카 타이치 - 코지마 카즈야
영업부장.
카미야마 켄이치 - 야마모토 아키라
개발부장.
나카가와 아츠시 - 코스다 야스토
경리부장.
사사이 코타로 - 에구치 요스케
전무.
아오시마 츠요시 - 야마자키 츠토무
창업자·회장.

##### 야구부
오오미치 - 테즈카 토오루
감독.
코가 아키라 - 타카하시 카즈야
매니저.
키타오오지 이누히코 - 와다 마사토
우익수.
이사카 코사쿠 - 스다 쿠니히로
주장. 포수.
사루타 요노스케 - 사토 유키
투수.
만다 토모히코 - 바바 토오루
투수.
마츠자키 - 오오하시 이치조
코치.
사기노미야 - 코바시 타다요시
좌익수.
코죠 - 카타야마 료
포수.
아라이 료타 - 이와마 타카즈쿠
좌익수.
쿠라하시 - 키타다이 타카시
투수.
엔도 - 히노키오 켄타
1루수.
니카이도 - 코라 와타루
유격수.
스자키 - 키사라즈 요헤이
3루수.
미즈키 - 쿠보 타카마사
포수.
니시나 - 아시키 슌스케
중견수.
시마노 - 오오우치다 유헤이
2루수.

##### 그 외 종업원
나카모토 아리사 - 단 레이
비서과 사장 비서.
오키하라 카즈야 - 쿠도 아스카
제조부 곤포 배송과 파견 사원.
야마자키 미사토 - 히로세 아리스
제조부 곤포 배송과원.
나가토 잇코 - 마키타 스포츠
제조부 곤포 배송과장.
하시즈메 사요 - 야마노 우미
야구부의 식당에서 일하는 아주머니.
타가와 - 야마모토 케이스케
오키하라의 선배 사원.

#### 이츠와 전기
반도 마사히코 - 타테카와 단슌
이츠와 전기 사장.
하나부사 시호 - 히라이 리오
비서과 사장 비서.

##### 야구부
무라노 사부로 - 모리와키 켄지
감독. 전 아오시마 야구부 감독.
이이지마 켄타 - 하야시 츠요시
전 아오시마 야구부 에이스 투수.
아라타 타츠히코 - 마츠후지 카즈나리
전 아오시마 야구부 4번 타자. 좌익수.
키사라기 카즈마 - 스즈키 노부유키
에이스 투수.

#### 하쿠스이 은행
이소베 지점장 - 미네 류타
니시도쿄 지점장.
하야시다 키쿠오 - 미야카와 이치로타
니시도쿄 지점 융자과장.

#### 그 외
모로타 키요후미 - 카가와 테루유키
아오시마 제작소의 거래처인 재패닉스 사장.
비토 타츠고로 - 반도 미츠고로
아오시마 제작소의 거래처인 토요 카메라 사장.
미즈카미 - 토다 마사히로
재패닉스 구매부원.

### 스태프
- 원작 - 이케이도 준 《루즈벨트 게임》 (코단샤 간)
- 각본 - 야츠 히로유키, 야마우라 마사히로, 니시이 노부코
- 음악 - 핫토리 타카유키
- 연출 - 후쿠자와 카츠오, 타나자와 타카요시, 타나카 켄타
- 내레이션 - 야마네 모토요
- 선곡 - 미소노 마사야
- 특별 협력 - 일본 야구 국가대표팀, 요미우리 자이언츠, 아이치현, 토요하시 시, CBC
- 프로듀스 - 이요다 히데노리, 카와시마 류타로
- 제작 저작 - TBS

### 방송 일자
| 각 화                                                       | 방송일          | 부제                                            | 각본                            | 연출                        | 시청률 |
| ----------------------------------------------------------- | --------------- | ----------------------------------------------- | ------------------------------- | --------------------------- | ------ |
| 제1화                                                       | 2014년 4월 27일 | 기적의 역전극! 눈물의 승부!! 감동 이야기        | 야츠 히로유키                   | 후쿠자와 카츠오             | 14.1%  |
| 제2화                                                       | 5월 4일         | 눈물의 결의! 누명                               | 야츠 히로유키 야마우라 마사히로 | 후쿠자와 카츠오             | 11.8%  |
| 제3화                                                       | 5월 11일        | 동료와 눈물의 대역전! 도산 위기도 대역전되는가? | 야츠 히로유키 야마우라 마사히로 | 타나카 켄타                 | 13.7%  |
| 제4화                                                       | 5월 18일        | 대핀치를 구하는 건 용기!                        | 야츠 히로유키 니시이 노부코     | 타나자와 타카요시           | 13.8%  |
| 제5화                                                       | 5월 25일        | 지면 폐부! 숙적을 쓰러뜨려라                    | 야츠 히로유키 야마우라 마사히로 | 타나카 켄타                 | 16.0%  |
| 제6화                                                       | 6월 1일         | 패자 부활전! 과거를 벗어나라                    | 야츠 히로유키 니시이 노부코     | 타나자와 타카요             | 14.8%  |
| 제7화                                                       | 6월 8일         | 최종장! 사투로 얻은 결속!!                      | 야츠 히로유키 야마우라 마사히로 | 타나카 켄타                 | 14.5%  |
| 제8화                                                       | 6월 15일        | 세미파이널!! 10분 확대 SP~동료를 믿어라         | 야츠 히로유키 야마우라 마사히로 | 타나카 켄타 후쿠자와 카츠오 | 14.1%  |
| 최종화                                                      | 6월 22일        | 대역전되는가!? 눈물의 이유는?                   | 야츠 히로유키                   | 후쿠자와 카츠오             | 17.6%  |
| 평균 시청률 14.5% (시청률은 칸토 지구·비디오 리서치사 조사) |                 |                                                 |                                 |                             |        |

- 첫회는 25분 확대 (22:00 ~ 22:19).
- 제3화·제8화·최종화는 10분 확대 (21:00 ~ 22:04).